# خليل ساسي
خليل ساسي هو لاعب كرة قدم تونسي في مركز الدفاع، ولد في 5 سبتمبر 1994.

## وصلات خارجية
- خلـيل ساسي على موقع قاعدة بيانات كرة القدم.إي يو (الإنجليزية)
- خلـيل ساسي على موقع Soccerway.com (الإنجليزية)
- خلـيل ساسي على موقع عالم كرة القدم.نت (الإنجليزية)